# مارن موریس
مارن لرای موریس (انگلیسی: Maren Larae Morris؛ زادهٔ ۱۰ آوریل ۱۹۹۰) خواننده، ترانه‌نویس و تهیه‌کننده موسیقی آمریکایی است. وی از سال ۲۰۰۵ میلادی تاکنون مشغول فعالیت بوده‌است. او همچنین عضوی از گروه های‌ویمن، متشکل از برندی کارلایل، اماندا شایرز و ناتالی همبی است.
نخستین آلبوم او با عنوان واک آن در سال ۲۰۰۵ منتشر شد. نخستین تک‌آهنگ او با عنوان «کلیسای من» در سال ۲۰۱۶ در رتبه نخست جدول ترانه‌های دیجیتال کانتری قرار گرفت و به پنج‌تای برتر جدول ترانه‌های داغ کانتری ایالات متحده رسید و در پنجاه و نهمین مراسم جایزه گرمی، جایزه گرمی بهترین اجرای تک‌خوان کانتری را از آن خود کرد. سومین تک‌آهنگ او با عنوان «من می‌توانم از ترانه عشق استفاده کنم» اولین ترانه او بود که به شمارهٔ یک جدول کانتری ایرپلی ایالات متحده رسید. او برای تک‌آهنگ «این وسط» که یک همکاری پاپ با زد و گری بود، آوازش را آماده کرد. این تک‌آهنگ که در ژانویه ۲۰۱۸ منتشر شد، در رتبه‌بندی ۱۰۰ تک‌آهنگ داغ بیلبورد به شمارهٔ پنج رسید و سه نامزدی دریافت جایزه در شصت و یکمین مراسم جایزه گرمی دریافت کرد. دومین آلبوم موریس با عنوان دختر، در ۸ مارس ۲۰۱۹، از طریق کلمبیا نشویل منتشر شد. این آلبوم بار دیگر به جایگاه برتر جدول آلبوم‌های برتر کانتری رسید و در جدول بیلبورد ۲۰۰ در جایگاه چهارم قرار گرفت. در همین حال موریس با تک‌آهنگ آلبوم با عنوان «استخوان‌ها» که در شمارهٔ ۱۲ به بالاترین موقعیت خود رسید، به نخستین ورودی برتر خود در جدول ۱۰۰ تک‌آهنگ داغ بیلبورد دست یافت.

## اوایل زندگی
مارن لرای موریس در روز ۱۰ آوریل ۱۹۹۰ در آرلینگتون، تگزاس از گرگ و کلی موریس زاده شد. او در کودکی بیشتر وقت خود را در سالن آرایش والدینش می‌گذراند. هنگامی که مارن ۱۲ ساله بود، پدرش یک گیتار برای او خرید و او عاشق آن گیتار شد. کار ضبط موسیقی او از سال ۲۰۰۵ با نخستین آلبوم استودیویی خود، واک آن، که در ۱۴ ژوئن ۲۰۰۵ توسط موزی بلوزی میوزیک منتشر شد، آغاز شد. انتشار بعدی او، همه آنچه لازم است، در ۲۲ اکتبر ۲۰۰۷ توسط اسمیت اینترتینمنت منتشر شد. سومین انتشار او، پرتحرک، در سال ۲۰۱۱، توسط موزی بلوزی میوزیک منتشر شد. نخستین آلبوم رسمی و مهم او با عنوان قهرمان در سال ۲۰۱۶ همراه با تحسین منتقدان منتشر شد. موریس چندین سال در شهر نشویل برای سایر هنرمندان ترانه می‌نوشت.

## زندگی شخصی

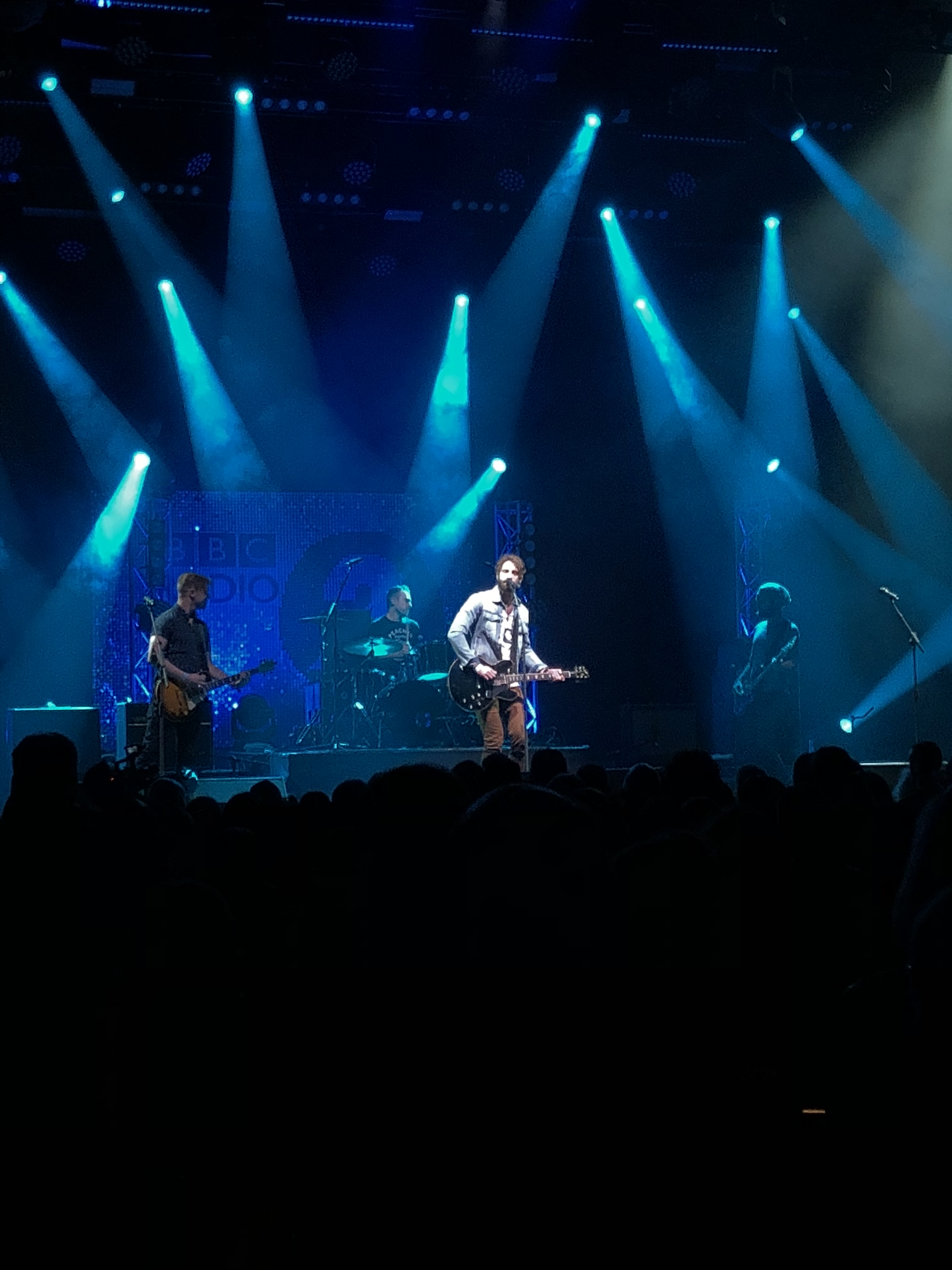
رایان هرد در C2C

در دسامبر ۲۰۱۵، موریس شروع به دیدار با رایان هرد، خواننده کانتری کرد که برای نخستین‌بار در سال ۲۰۱۳ در یک نویسندگی مشترک با او ملاقات کرده بود. آنها در ژوئیه ۲۰۱۷ نامزد شدند. این دو در ۲۴ مارس ۲۰۱۸، در نشویل، تنسی ازدواج کردند.
در اکتبر ۲۰۱۹، موریس و هرد اعلام کردند که در مارس ۲۰۲۰ منتظر اولین فرزندشان هستند که یک پسر است. پسر آنها، هیز اندرو هرد، در ۲۳ مارس سال ۲۰۲۰ به دنیا آمد. موریس در اکتبر ۲۰۲۳ درخواست طلاق داد.

## دیسکوگرافی
- قهرمان (۲۰۱۶)
- دختر (۲۰۱۹)
- کوشش متواضع (۲۰۲۲)